# Paul Spitzer

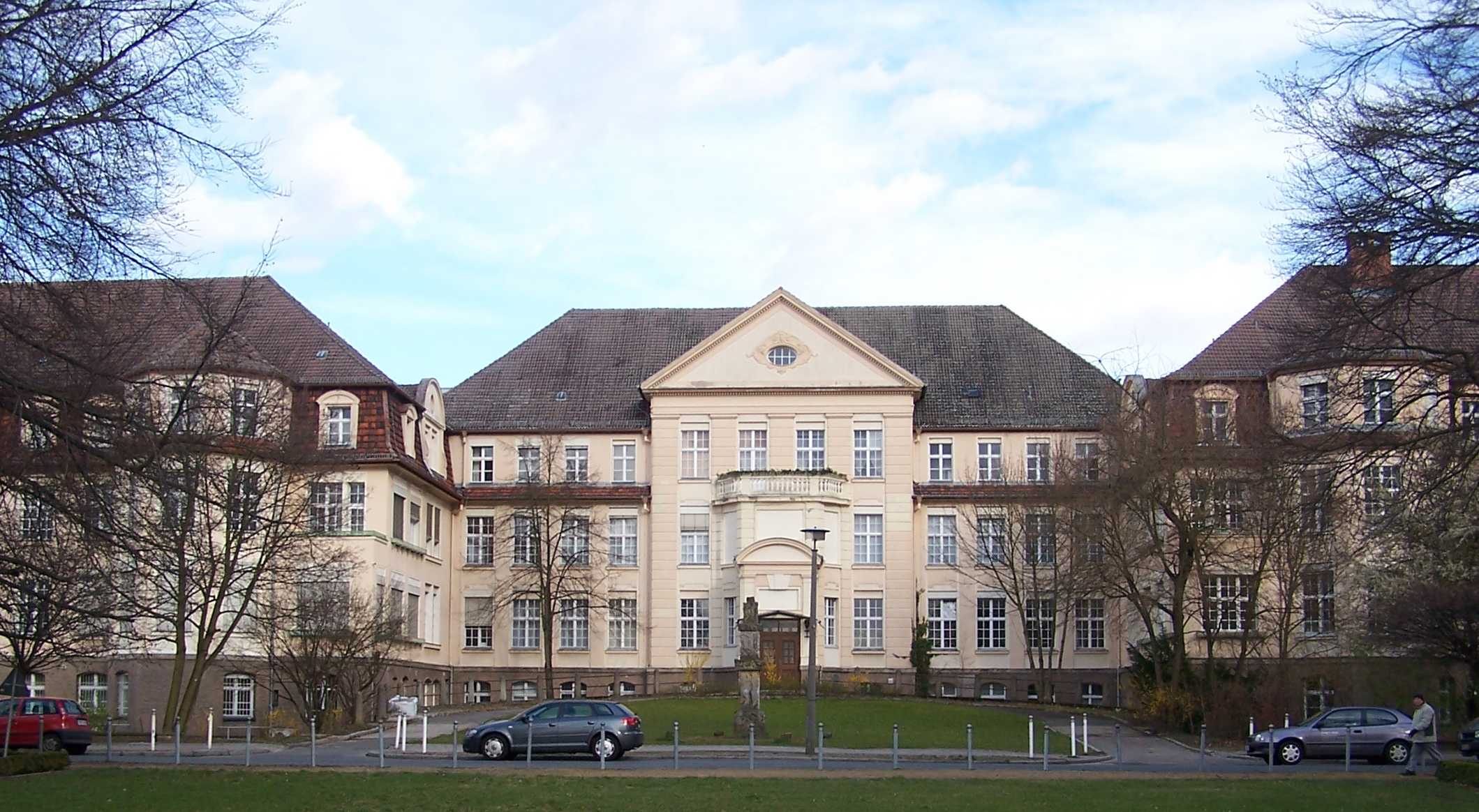
Historisches Haupthaus des Köpenicker Krankenhauses. Hier wurde Josef Spitzer in seinen letzten Lebenstagen ärztlich behandelt.

Paul Spitzer (geboren am 28. Oktober 1906 in Berlin; gestorben im 30. Juni 1933 in Berlin-Köpenick) war ein deutscher Kommunist und Mordopfer der Köpenicker Blutwoche.

## Leben
Josef Spitzer war Mitglied der KPD.
Während der Köpenicker Blutwoche wurde er am 21. Juni 1933 in seiner Wohnung von dem SA-Sturm 2/1 gefangen genommen und in das Sturmlokal „Demuth“ vom SA-Scharführer Gustav Erpel gebracht und dort gefoltert. SA-Leute zwangen ihn Kleesäure zu trinken.  Spitzer wurde in das Krankenhaus Köpenick eingeliefert und verstarb dort. Der Leiter des Krankenhauses, Reinhold Hinz, versuchte ihm und seinen Leidensgenossen zu helfen. Hinz wandte sich sogar an Joseph Goebbels, der bei der Beerdigungsfeier für die toten SA-Männer Walter Apel, Robert Greul und Wilhelm Klein am 26. Juni 1933 anwesend war, damit sich Goebbels ein Bild von den Verletzungen der Opfer machen könne. Später wurde Hinz seine Approbation entzogen.
Josef Spitzer, auch ein Opfer der Blutwoche, war kein Bruder von Paul Spitzer, wie oft angegeben.

## Ehrungen
- Am 31. Juli 1947 wurde eine Straße nach Josef und Paul Spitzer benannt.[5]